# 羅比·亨肖
羅比·亨肖（英語：Robbie Henshaw；1993年6月12日—）是一位愛爾蘭橄欖球運動員。他是愛爾蘭國家橄欖球隊的一員，代表愛爾蘭參加了2015年世界盃橄欖球賽。